# Top 12 2011/12
Die Top 12 2011/12 war die 32. französische Mannschaftsmeisterschaft im Schach.
Meister wurde der Club de Clichy-Echecs-92, während sich der Titelverteidiger Club de Marseille Echecs mit dem vierten Platz begnügen musste. Aus der Nationale I waren der Club de Bischwiller, der Club de Grasse Echecs und der Club de L'Echiquier Deauvillais aufgestiegen. Während Bischwiller und Grasse den Klassenerhalt erreichten, musste Deauville zusammen mit dem Club de Echiquier Guingampais direkt wieder absteigen. Einen dritten Absteiger gab es in dieser Saison nicht, da nur elf Mannschaften teilnahmen und zur Saison 2012/13 wieder die vorgesehene Ligastärke von zwölf Mannschaften erreicht werden sollte.
Zu den gemeldeten Mannschaftskadern siehe Mannschaftskader der Top 12 2011/12.

## Spieltermine
Die Wettkämpfe wurden vom 31. Mai bis 10. Juni 2012 zentral in Belfort gespielt.

## Saisonverlauf
Clichy war diesmal eine Klasse für sich, gewann alle Wettkämpfe und stand schon vor der letzten Runde als Meister fest.
Im Abstiegskampf war der Abstieg Guingamps schon vorzeitig sicher, während sich die Frage nach dem zweiten Absteiger erst in der letzten Runde gegen Deauville entschied.

## Abschlusstabelle
| Pl. | Verein                              | Sp | G  | U | V | MP | Brett-P. |
| --- | ----------------------------------- | -- | -- | - | - | -- | -------- |
| 01. | Club de Clichy-Echecs-92            | 10 | 10 | 0 | 0 | 30 | 39:3     |
| 02. | Club de L'Echiquier Chalonnais      | 10 | 7  | 2 | 1 | 26 | 33:14    |
| 03. | Évry Grand Roque                    | 10 | 7  | 1 | 2 | 25 | 23:14    |
| 04. | Club de Marseille Echecs (M)        | 10 | 7  | 1 | 2 | 25 | 31:14    |
| 05. | Club de Mulhouse Philidor           | 10 | 5  | 1 | 4 | 21 | 18:24    |
| 06. | Club de Bischwiller (N)             | 10 | 5  | 0 | 5 | 20 | 20:21    |
| 07. | Club d'Echecs Metz Fischer          | 10 | 3  | 1 | 6 | 17 | 17:28    |
| 08. | Club de Vandœuvre-Echecs            | 10 | 3  | 0 | 7 | 16 | 16:25    |
| 09. | Club de Grasse Echecs (N)           | 10 | 2  | 1 | 7 | 15 | 12:23    |
| 10. | Club de L'Echiquier Deauvillais (N) | 10 | 1  | 2 | 7 | 14 | 13:32    |
| 11. | Club de Echiquier Guingampais       | 10 | 0  | 1 | 9 | 11 | 14:38    |

### Entscheidungen
|     | Französischer Meister: Club de Clichy-Echecs-92                                              |
|     | Absteiger in die Nationale I: Club de L'Echiquier Deauvillais, Club de Echiquier Guingampais |
| (M) | Meister der letzten Saison                                                                   |
| (N) | Aufsteiger der letzten Saison                                                                |

## Kreuztabelle
| Ergebnisse | Ergebnisse                      | 01. | 02. | 03. | 04. | 05. | 06. | 07. | 08. | 09. | 10. | 11. |
| ---------- | ------------------------------- | --- | --- | --- | --- | --- | --- | --- | --- | --- | --- | --- |
| 01.        | Club de Clichy-Echecs-92        |     | 3:1 | 4:0 | 3:1 | 2:0 | 5:0 | 5:0 | 3:0 | 4:0 | 4:1 | 6:0 |
| 02.        | Club de L'Echiquier Chalonnais  | 1:3 |     | 2:2 | 2:2 | 6:1 | 2:0 | 4:2 | 4:0 | 4:1 | 4:2 | 4:1 |
| 03.        | Évry Grand Roque                | 0:4 | 2:2 |     | 3:1 | 3:0 | 1:2 | 2:0 | 2:1 | 3:1 | 3:0 | 4:3 |
| 04.        | Club de Marseille Echecs        | 1:3 | 2:2 | 1:3 |     | 3:1 | 4:0 | 3:2 | 3:0 | 4:0 | 4:2 | 6:1 |
| 05.        | Club de Mulhouse Philidor       | 0:2 | 1:6 | 0:3 | 1:3 |     | 3:1 | 3:3 | 3:2 | 1:0 | 2:1 | 4:3 |
| 06.        | Club de Bischwiller             | 0:5 | 0:2 | 2:1 | 0:4 | 1:3 |     | 5:1 | 2:1 | 0:2 | 7:0 | 3:2 |
| 07.        | Club d'Echecs Metz Fischer      | 0:5 | 2:4 | 0:2 | 2:3 | 3:3 | 1:5 |     | 1:3 | 2:1 | 4:1 | 2:1 |
| 08.        | Club de Vandœuvre-Echecs        | 0:3 | 0:4 | 1:2 | 0:3 | 2:3 | 1:2 | 3:1 |     | 3:2 | 2:4 | 4:1 |
| 09.        | Club de Grasse Echecs           | 0:4 | 1:4 | 1:3 | 0:4 | 0:1 | 2:0 | 1:2 | 2:3 |     | 1:1 | 4:1 |
| 10.        | Club de L'Echiquier Deauvillais | 1:4 | 2:4 | 0:3 | 2:4 | 1:2 | 0:7 | 1:4 | 4:2 | 1:1 |     | 1:1 |
| 11.        | Club de Echiquier Guingampais   | 0:6 | 1:4 | 3:4 | 1:6 | 3:4 | 2:3 | 1:2 | 1:4 | 1:4 | 1:1 |     |

## Die Meistermannschaft
| 1.            | Club de Clichy-Echecs-92 |
| Schachfiguren | Wassyl Iwantschuk, Laurent Fressinet, Loek van Wely, Maxime Vachier-Lagrave, Wesley So, Hicham Hamdouchi, Yannick Pelletier, Almira Scripcenco, Pawel Tregubow, Axel Delorme. |